# Komisja śledcza (prawo międzynarodowe)
Komisja śledcza (ang. International Commission of Inquiry, fr. Commission internationale d'enquête, niem. Internationale Untersuchungskommission, ros. Международная следственная комиссия „Międzynarodowa Komisja Śledcza”) – organ mogący być powoływanym w trakcie sporów międzynarodowych określony przez Konwencje haskie z 1899 i 1907 ustanawiające Stały Trybunał Arbitrażowy. Sprawy te omawia dział III (On International Commission of Inquiry, w oryginale fr. Des Commissions Internationales d'enquête, w polskim tłumaczeniu: O międzynarodowych komisjach badań).
Art. 9 głosi W zatargach o charakterze międzynarodowym, nie dotyczących ani honoru ani interesów żywotnych, a wynikłych wskutek różnicy zapatrywań na kwestie stanu faktycznego, Mocarstwa Umawiające się uważają za pożyteczne i pożądane, aby Strony, które nie mogły dojść do porozumienia w drodze dyplomatycznej, ustanowiły, o ile okoliczności na to pozwolą, międzynarodową Komisję badań, powołaną do ułatwienia rozstrzygania tych sporów, wyjaśniając, za pomocą badania bezstronnego i sumiennego, kwestie faktyczne.
Komisję ustanawia umowa między Stronami sporu. Komisja normuje szczegóły procedury, nie przewidziane w umowie lub Konwencji i przeprowadza wszystkie formalności, wymagane przy postępowaniu dowodowym. Ma ona prawo żądać od Stron wszelkich wyjaśnień i informacji, jakie uzna za pożyteczne. W oznaczonym terminie każda ze Stron komunikuje Komisji i drugiej Stronie stan faktyczny, o ile zachodzi tego potrzeba, a w każdym razie akta, dowody i dokumenty, jakie uzna za pożyteczne w celu wykrycia prawdy, oraz listę świadków i rzeczoznawców, których przesłuchania sobie życzy. Świadkowie i biegli są powoływani albo na żądanie Stron, lub też z urzędu przez Komisję, a w każdym razie za pośrednictwem rządu państwa, na którego terytorium się znajdują.
Rozprawy Komisji odbywają się przy drzwiach zamkniętych i pozostają tajne. Komisja decyduje większością głosów. Odmowa członka wzięcia udziału w głosowaniu powinna być stwierdzona w protokole.
Sprawozdanie Komisji, ograniczone do stwierdzenia faktów, pozostawia Stronom swobodę co do skutków, jakie zechcą nadać temu stwierdzeniu.
Pierwszą sprawą rozpatrzoną w tym trybie był incydent na Dogger Bank zwany też incydentem pod Hull w 1905 r.
Traktaty zawarte w latach 1913–1915 przez USA z kilkudziesięcioma innymi państwami, głównie amerykańskimi i kilkoma europejskimi (znane od nazwiska negocjatora jako Traktaty Bryana), ustanawiały stałe komisje, uprawnione do obejmowania jurysdykcją sporów wszelkiej natury, mogące badać zagadnienia faktyczne i prawne. Strony zobowiązywały się rezygnować z użycia siły przed końcowym sprawozdaniem, lecz podobnie jak w konwencjach haskich opinia komisji miała charakter wyłącznie doradczy.
Liga Narodów rozpatrzyła w ten sposób szereg sporów (m.in. kryzys alandzki w 1921, Kłajpeda w 1923, interwencja na Korfu w 1923), art. 12 jej Paktu nakazywał skierować na drogę postępowania rozjemczego lub sądowego bądź do Rady Ligi każdy spór mogący spowodować zerwanie stosunków dyplomatycznych między członkami organizacji. Pierwszym niepowodzeniem był incydent mukdeński.
Układy arbitrażowe zawarte w Locarno przez Niemcy z Francją, Belgią, Polską i Czechosłowacją przewidywały, że przed wdrożeniem jakiegokolwiek postępowania spór, za obopólną zgodą stron, może być w celu doprowadzenia do zgody oddany stałej komisji międzynarodowej, utworzonej pod nazwą „Stała Komisja Pojednawcza” (ang. Permanent Conciliation Commission, fr. Commission permanente de Conciliation). Strony zamianować miały każda po jednym komisarzu, wybranym spośród swych obywateli i wyznaczyć za obopólną zgodą trzech pozostałych komisarzy spośród obywateli państw trzecich; ci trzej komisarze musieli być różnych narodowości. Spośród nich Strony wyznaczały przewodniczącego Komisji. Przy braku zgody o wyznaczenie proszony był Prezydent Szwajcarii. Pod względem śledztwa Komisja, o ile jednomyślnie nie powzięła innej decyzji, stosowała się do postanowień Działu III o międzynarodowych komisjach śledczych Konwencji Haskiej z 18 października 1907 r.
Karta Narodów Zjednoczonych w art. 33 wymienia „badania” (ang. enquiry) wśród sposobów pokojowego rozstrzygania sporów:
1. Strony w sporze, którego dalsze trwanie może zagrażać utrzymaniu międzynarodowego pokoju i bezpieczeństwa, będą przede wszystkim dążyć jego załatwienia w drodze rokowań, badań, pośrednictwa, koncyliacji, rozjemstwa, rozstrzygnięcia sądowego, odwołania się do organów lub układów regionalnych, albo w drodze innych środków pokojowych według własnego wyboru. 2. Rada Bezpieczeństwa, o ile uzna to za konieczne wezwie strony do uregulowania sporu takimi środkami.
Według art. 34 Rada Bezpieczeństwa ONZ może badać (investigate) każdy spór lub każdą sytuację, która może doprowadzić do nieporozumień międzynarodowych lub wywołać spór, w celu ustalenia, czy dalsze trwanie sporu lub sytuacji zagraża utrzymaniu międzynarodowego pokoju i bezpieczeństwa. Każdy członek Organizacji może zwrócić uwagę Rady lub Zgromadzenia Ogólnego na wszelkie spory lub sytuacje tego rodzaju. W każdym stadium takiego sporu lub sytuacji Rada Bezpieczeństwa może zalecić odpowiednią procedurę lub sposób załagodzenia (art. 36).